# Marta Bach
Marta Bach Pascual (Mataró, 17 de fevereiro de 1993) é uma jogadora de polo aquático espanhola, medalhista olímpica.

## Carreira
Bach disputou duas edições de Jogos Olímpicos pela Espanha: 2012 e 2016. Seu melhor resultado foi a medalha de prata obtida nos Jogos de Londres, em 2012.